# Jutta Richter
Jutta Richter (* 30. September 1955 in Burgsteinfurt, Westfalen) ist eine deutsche Autorin von Kinder- und Jugendliteratur.

## Leben
Ihre Jugend verbrachte Jutta Richter im Ruhrgebiet und Sauerland. Sie besuchte das Mariengymnasium Arnsberg. Mit 15 Jahren ging sie, vermittelt durch Youth For Understanding, 1971 für ein Jahr in die USA und lebte bei einer Familie in Detroit. Nach einem Studium der Theologie, Germanistik und Publizistik an der Universität Münster lebt sie seit 1978 als freie Autorin in Ascheberg und in Lucca (Toskana).
Für ihre Erzählungen, die sich hauptsächlich an Kinder und Jugendliche richten, erhielt sie zahlreiche Auszeichnungen, unter anderem den Deutschen Jugendliteraturpreis. Darüber hinaus verfasst sie Hörspiele, Kindertheaterstücke und Lieder, die sie wie z. B. auf ihrem Hörbuch Hexenwald und Zaubersocken zuweilen auch selber einsingt.
Jutta Richter war Mitglied der Jury des Casimir-Kinderliteraturpreis 2024.
Jutta Richter war mit Ralf Thenior verheiratet und hat eine Tochter.

## Auszeichnungen
- 2000 Rattenfänger-Literaturpreis für Der Hund mit dem gelben Herzen oder Die Geschichte vom Gegenteil
- 2000 LUCHS des Jahres für Der Tag, als ich lernte die Spinnen zu zähmen
- 2001 Internationaler UNESCO-Preis Nominierungsliste für Der Hund mit dem gelben Herzen
- 2001 Deutscher Jugendliteraturpreis für Der Tag, als ich lernte die Spinnen zu zähmen
- 2004 LUCHS des Monats August für Hechtsommer
- 2004 LesePeter September für Hechtsommer
- 2004 Calwer Hermann-Hesse-Stipendium
- 2005 Katholischer Kinder- und Jugendbuchpreis für Hechtsommer
- 2006 Die besten 7 Bücher für junge Leser im November 2006 für Die Katze oder Wie ich die Ewigkeit verloren habe
- 2007 Premio Andersen / italienischer Kinderbuchpreis für Die Katze oder Wie ich die Ewigkeit verloren habe
- 2008 Mildred L. Batchelder Award / Honor Book / amerikanischer Kinderliteraturpreis für Die Katze oder Wie ich die Ewigkeit verloren habe

## Bibliografie

### Bilderbücher
- Gib mir einen Kuß, Frau Nuß! Illustrationen von Paul Maar. Oetinger Verlag, 1984, ISBN 3-7891-6050-4.
- Herr Oska und das Zirr. Illustrationen von Barbara Schumann. Middelhauve Verlag, 1998, ISBN 3-7876-9552-4.
- In der allerlängsten Nacht. Kontakte-Musikverlag, 1999, mit Musik von Reinhard Horn.
- Kopf hoch! Illustrationen von Sabine Büchner. Sanssouci Verlag, 2009, ISBN 978-3-8363-0166-4.

### Kinderbücher
- Was machen wir jetzt? Oder die seltsamen Abenteuer der gelben Kanalratte und des karierten Meerschweinchens. Thienemann Verlag, 1985, ISBN 3-522-15040-6.
- Das Tontilon. Thienemann Verlag, 1986, ISBN 3-522-15100-3.
- Der Sommer schmeckt wie Himbeereis. Gedichte und Reime für Große und Kleine. Bertelsmann Verlag, 1990, ISBN 3-570-04118-2.
- Hexenwald und Zaubersocken. Oetinger Verlag, 1993, ISBN 3-7891-4601-3.
- Prinz Neumann oder Andere Kinder heißen wie ihr Vater. Beltz Verlag, 1987, ISBN 3-407-80170-X.
- Satemin Seidenfuß. Eine Liebesgeschichte. Loewe Verlag, 1988, ISBN 3-7855-2201-0.
- Annabella Klimperauge. Geschichten aus dem Kinderzimmer. Bertelsmann Verlag, 1989, ISBN 3-570-04049-6.
- Der Hund mit dem gelben Herzen oder Die Geschichte vom Gegenteil. Hanser Verlag, 1998, ISBN 3-446-19258-1.
- Es lebte ein Kind auf den Bäumen. Mit CD von Konstantin Wecker. Illustrationen von Katrin Engelking. Hanser Verlag, 1999, ISBN 3-446-19632-3.
- Der Tag, als ich lernte die Spinnen zu zähmen. Hanser Verlag, 2000, ISBN 3-446-19896-2.
- Hinter dem Bahnhof liegt das Meer. Hanser Verlag, 2001, ISBN 3-446-20042-8.
- An einem großen stillen See. Illustrationen von Susanne Janssen. Hanser Verlag, 2003, ISBN 3-446-20333-8.
- Hechtsommer. Hanser Verlag, 2004, ISBN 3-446-20518-7.
- Die Katze oder Wie ich die Ewigkeit verloren habe. Illustrationen von Rotraut Susanne Berner. Hanser Verlag, 2006, ISBN 3-446-20793-7.
- Der Anfang von allem. Illustrationen von Jörg Mühle. Hanser Verlag, 2008, ISBN 978-3-446-23096-5.
- Als ich Maria war. Illustrationen von Jacky Gleich. Hanser Verlag, 2010, ISBN 978-3-446-23591-5.
- Ich bin hier bloß der Hund. Illustrationen von Hildegard Müller. Hanser Verlag, 2011, ISBN 978-3-446-23792-6.
- Das Schiff im Baum. Hanser Verlag, 2012, ISBN 978-3-446-24018-6.
- Helden. Hanser Verlag, 2014.
- Ich bin hier bloß das Kind. Hanser Verlag, 2016.

### Jugendbücher
- Popcorn und Sternenbanner. Tagebuch einer Austauschschülerin. Herder Verlag, Freiburg 1975, ISBN 3-451-17230-5.
- Die Puppenmütter. Anrich Verlag, 1980, ISBN 3-920110-56-0.
- Das Geraniengefängnis. Beltz Verlag, 1980, ISBN 3-407-80629-9.
- Himmel, Hölle, Fegefeuer. Versuch einer Befreiung. Beltz Verlag, 1982, ISBN 3-407-80635-3.
- Die heilste Welt der Welt. Ein Jahr im Leben der Familie Feuerstein. Illustrationen von Jule Ehlers-Juhle und Ben Behnke. Rowohlt Verlag, 1984, ISBN 3-499-15471-4.

### Erwachsenenliteratur
- Verlass mich nicht zur Kirschenzeit. Liebesgedichte. Sanssouci, 2000, ISBN 3-7254-1174-3.
- Sommer und Bär. Eine Liebesgeschichte. Photographien von Nomi Baumgartl. Sanssouci, 2006, ISBN 3-7254-1427-0.
- All das wünsch ich dir. Illustrationen von Henrike Wilson. Sanssouci, 2007, ISBN 978-3-8363-0012-4.
- Der Anfang von allem. Hanser Verlag, 2008, ISBN 978-3-446-23096-5.

### Herausgeberschaften
- ...und jeden Samstag baden. Geschichten von früher. Rowohlt Verlag, 1987, ISBN 3-499-20441-X.